# Distretto di Koinadugu
Koinadugu è un distretto della Sierra Leone situato nella Provincia del Nord.
Il capoluogo del distretto è la città di Kabala.